# Stanisław Lis-Kozłowski
Stanisław Tadeusz Platon Lis z Kozłowa Kozłowski (ur. 22 lutego 1907 w Warszawie, zm. 28 czerwca 1995 w Buenos Aires) – kapitan Armii Krajowej, minister pełnomocny rządu RP na uchodźstwie, kawaler Krzyża Srebrnego Orderu Wojennego Virtuti Militari.

## Życiorys
Syn Władysława Mieczysława (filozofa) i Marii Barbary z domu Hildebrand. Uczeń warszawskiego gimnazjum im. Mikołaja Reja, od 1918 działał w skautingu (w 8 drużynie im. Kazimierza Pułaskiego), a w listopadzie tr. uczestniczył w rozbrajaniu Niemców. W marcu 1919 wstąpił w Poznaniu do harcerstwa. W roku 1920 służył jako ochotnik w kompanii służbowej przy Dowództwie Okręgu Generalnego w Poznaniu. W roku 1927 zdał maturę w poznańskim gimnazjum im. Gotthilfa Bergera. Student politechnik w Warszawie, Pradze i Francji, uzyskał dyplom inżyniera chemika. Do wybuchu II wojny światowej zatrudniony był w zakładach materiałów wybuchowych w Zgierzu.
W latach 1934–1935 ukończył z 65. lokatą IX kurs w Wołyńskiej Szkole Podchorążych Rezerwy Artylerii we Włodzimierzu Wołyńskim (szkolenie odbywał w 1 baterii). Otrzymał wówczas przydział do 1 dywizjonu artylerii konnej i został wpisany do ewidencji KRU Łódź Powiat. Z dniem 1 stycznia 1938 został mianowany na stopień podporucznika rezerwy ze 184. lokatą w korpusie oficerów artylerii.
W kampanii wrześniowej wziął udział w szeregach 1 dywizjonu artylerii konnej, walcząc w ramach grupy „Hrubieszów”. Następnie w Samodzielnej Grupie Operacyjnej „Polesie”. Uciekł z niemieckiej niewoli i zaangażował się w działalność konspiracyjną, początkowo w Związku Walki Zbrojnej, następnie w Armii Krajowej. Służbę pełnił w konspiracyjnym 1 dak-u, Komendzie Miasta Warszawy, Związku Odwetu, Biurze Informacji i Propagandy Komendy Głównej AK. Uczestnik powstania warszawskiego jako adiutant zastępcy dowódcy zgrupowania „Bartkiewicz”. Od 3 września 1944 objął dowództwo samodzielnego oddziału rozbrajania niewypałów w Wydziale Saperów Komendy Głównej AK. Za wybitne męstwo wykazane podczas powstania, a w szczególności za rozbrajanie niewypałów bomb lotniczych i pocisków artyleryjskich, został na mocy rozkazu dowódcy Armii Krajowej z 2 października 1944 odznaczony Krzyżem Srebrnym Orderu Wojennego Virtuti Militari. Tego dnia awansowano go do stopnia kapitana.
Po upadku powstania przedostał się na Zachód. Od marca 1945 pozostawał oficerem łącznikowym Polskich Sił Zbrojnych w amerykańskiej i francuskiej strefach okupacyjnych. Został szefem Polskiej Misji Wojskowej na Okręg Saary. Zdemobilizowany, w roku 1948 wyemigrował do Argentyny. W latach 1972–1984 piastował stanowisko ministra pełnomocnego rządu Rzeczypospolitej Polskiej na uchodźstwie w Paragwaju. Działał w towarzystwach kulturalnych i historycznych, autor wielu publikacji z zakresu historii, nauki i kultury polskiej. Odznaczony wieloma medalami polskimi, angielskimi i francuskimi. Nie założył rodziny.

## Odznaczenia
- Krzyż Srebrny Orderu Wojennego Virtuti Militari Nr 13870
- Krzyż Walecznych (nadany dwukrotnie: w 1944 i 1949)
- Krzyż Oficerski Orderu Odrodzenia Polski
- Złoty Krzyż Zasługi z Mieczami
- Krzyż Armii Krajowej[a]
- Warszawski Krzyż Powstańczy[b]
- Medal Obrony (odznaczenie brytyjskie)[c]
- Medal Wojny 1939–1945 (odznaczenie brytyjskie)[d]
- Krzyż Kombatanta (odznaczenie francuskie)[e]